# Bernhard Grzimek
Bernhard Klemens Maria Grzimek (phát âm tiếng Đức: [ˈɡʒɪmɛk]; 24 tháng 4 năm 1909 – 13 tháng 3 năm 1987) là một bác sĩ thú y, giám đốc vườn bách thú, nhà động vật học và nhà tập tính học, nhà văn và nổi qua việc điều khiển chương trình TV.

## Tiểu sử

### Thời niên thiếu và học vấn
Grzimek sinh ra ở Neisse (Nysa), Oberschlesien, lãnh thổ của đế quốc Đức, bây giờ thuộc Ba Lan. Cha ông Paul Franz Constantin Grzimek là một luật sư.
Ông bắt đầu học ngành thú y 1928, đầu tiên tại Leipzig sau đó Berlin, Grzimek lấy bằng bác sĩ 1933.
Khi còn học đại học, ông đã làm đám cưới với Hildegard Prüfer 1930 và có ba người con: Rochus, Michael, và một người con nuôi, Thomas.

### Thế chiến thú hai và sau đó
Trong thời kỳ thế chiến thứ hai ông làm việc như là bác sĩ thú ý trong Wehrmacht (quân đội) và cho bộ dinh dưỡng đế chế ở Berlin. Đầu năm 1945, Gestapo đã lục soát căn hộ của Grzimek ở Berlin, bởi vì ông thường cung cấp thực phẩm cho những người gốc Do Thái ẩn núp. Grzimek bỏ trốn từ Berlin sang Frankfurt, mà lúc đó đang bị chiếm đóng bởi quân đội Hoa Kỳ. Trong tháng 4 năm 1945 ông được chỉ định làm cảnh sát trưởng ở Frankfurt bởi nhà cầm quyền Hoa Kỳ, nhưng ông từ chối không nhận chức vụ này.
Cuối năm 1947, Grzimek bị chính quyền quân đội Hoa Kỳ buộc tội, đã là Đảng viên của Đức Quốc xã, nhưng ông phủ nhận. Ông bị mất chức giám đốc của vườn bách thú Frankfurt, bị phạt, và bị cho đi học tập phi quốc xã. Cho đến ngày 23 tháng 3 năm 1948, ông được cho là vô tội và được chứng nhận đã tham dự cuộc kháng cự chống Quốc xã trong thế chiến thứ hai. Ông được chính phủ Hoa Kỳ cho làm lại ở vườn bách thú, nhưng tăm tiếng của ông đã bị bôi nhọ. Giám đốc vườn bách thú München, Heinz Heck, đã bôi xấu ông, và đưa ông ra tòa, nhưng không thành công. Ông giữ chức vụ giám đốc vườn bách thú ở Frankfurt cho tới khi về hưu năm 1974. Sau này, theo người viết về tiểu sử của ông, Claudia Sewig, thì có giấy tờ chứng minh là ông đã từng là thành viên Đức Quốc xã.
1954 ông sáng lập với con trai ông, Michael, hãng cung cấp hình ảnh Okapia KG, mà cho đến bây giờ vẫn rất thành công. Theo hồi ký ông viết, hãng này giúp cho ông có một nguồn lợi tức đều đặn để mà không bị ảnh hưởng bởi những áp lực chính trị trong việc làm.
Từ 1970 đến 1973, Bernhard Grzimek là ủy viên đặc nhiệm của chính phủ Đức về vấn đề bảo vệ thiên nhiên. 1975, ông cùng với Horst Stern và 19 người bảo vệ môi trường khác thành lập Bund für Umwelt und Naturschutz Deutschland (BUND: Liên hội về môi trường và bảo vệ thiên nhiên Đức); cho tới khi chết 1987 ông là chủ tịch hội vườn bách thú Frankfurt.